# Baie-Mahault
Baie-Mahault  és un municipi francès, situat a Guadalupe, una regió i departament d'ultramar de França situat a les Petites Antilles. L'any 2006 tenia 27.906 habitants. Limita amb Petit-Bourg, Lamentin, Pointe-à-Pitre i Les Abymes.

## Demografia
| 21.580                                     | 27.906 |
| Des de 1962: població sense dobles comptes |        |

## Administració
| Període | Identitat  | Partit        |
| ------- | ---------- | ------------- |
| 2001-   | Ary Chalus | Divers droite |